# فتاة الوداع (فلم)
فتاة الوداع (بالإنجليزية: The Goodbye Girl) هو فيلم رومانسي تم إنتاجه في الولايات المتحدة وصدر في سنة 1977. الفيلم من كتابة نيل سيمون.

## بطولة
- ريتشارد درايفوس

## الميزانية والإيرادات
حقق أرباحا تقدر بـ 102,000,000 دولار.

## وصلات خارجية
- مقالات تستعمل روابط فنية بلا صلة مع ويكي بيانات